# Anopheles perplexens
Anopheles perplexens är en tvåvingeart som beskrevs av Frank Ludlow 1907. Anopheles perplexens ingår i släktet Anopheles och familjen stickmyggor.
Artens utbredningsområde är Pennsylvania. Inga underarter finns listade i Catalogue of Life.